# Virgo parthenon
Virgo parthenon là một loài bướm đêm trong họ Noctuidae.